# Kristian Thomas
Kristian James Thomas (Wolverhampton, 14 febbraio 1989) è un ginnasta britannico.

## Palmarès
- Giochi olimpici

Londra 2012: bronzo nel concorso a squadre.
- Mondiali

Anversa 2013: bronzo nel volteggio.
Glasgow 2015: argento nel concorso a squadre.
- Europei

Birmingham 2010: argento nel concorso a squadre.
Montpellier 2012: oro nel concorso a squadre.
Sofia 2014: argento nel concorso a squadre, bronzo nella sbarra.
Montpellier 2015: oro nel corpo libero.
Berna 2016: argento nel concorso a squadre, argento nella sbarra.
- Giochi del Commonwealth

Melbourne 2006: bronzo nel concorso a squadre.
Glasgow 2014: oro nel concorso a squadre, argento nel volteggio, argento nella sbarra.